# 軟水

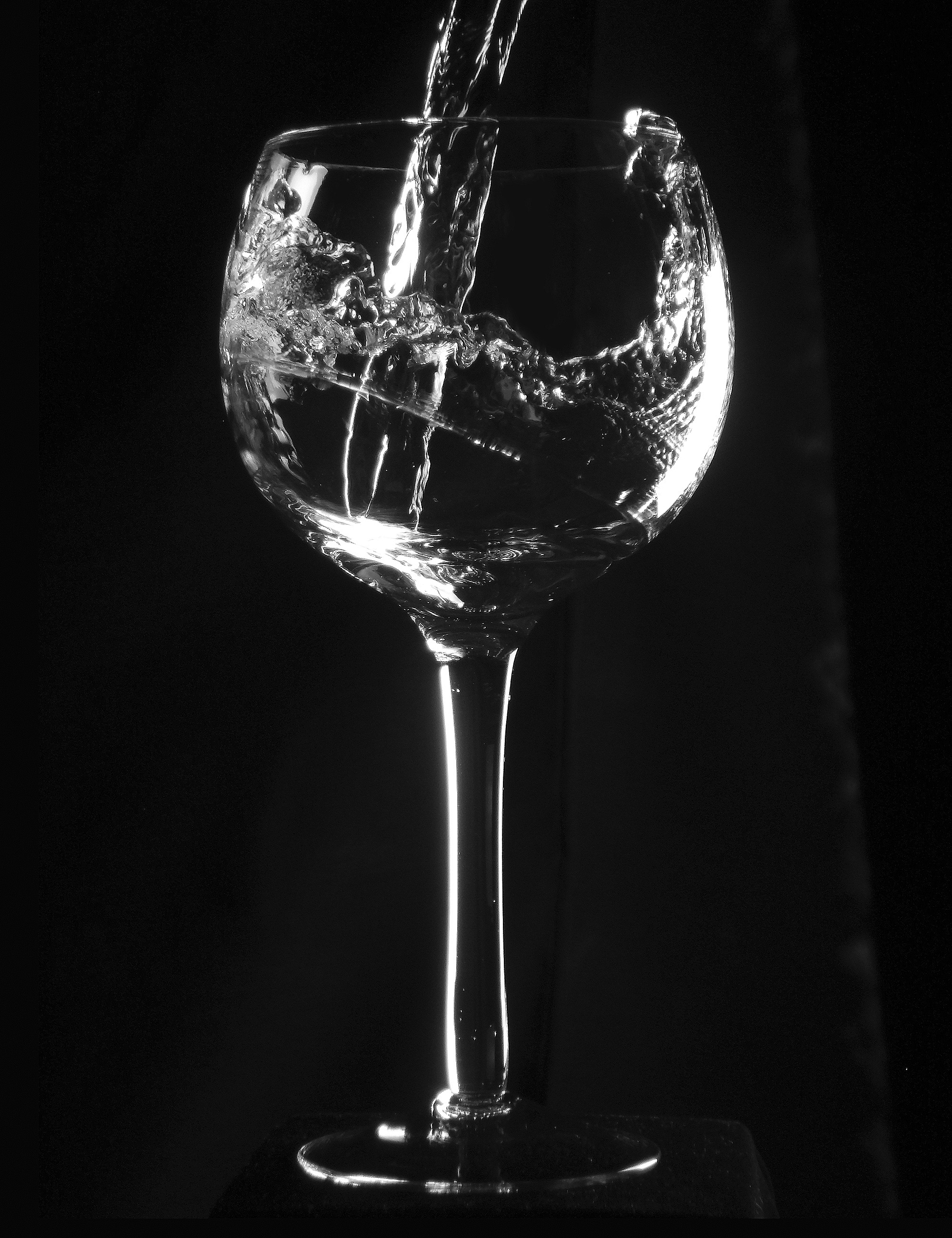
グラスに注がれる水

軟水（なんすい）とは、カルシウムやマグネシウムの金属イオン含有量が少ない水のことである。逆のものは硬水という。

## 分類
水の硬度は｛カルシウム濃度 (mg/L)×2.5 + マグネシウム濃度 (mg/L)×4.1｝で炭酸カルシウム（CaCO3）含有量に近似され、厚生労働省ではその量が60mg/L以下の水を軟水、60～120mg/Lを中硬水、120～180mg/Lを硬水、180mg/L以上を超硬水と定義している。その他の単位では以下のようになる。
| 名称             | 硬度 （mg/L） | 硬度 （mmol/L） | 硬度 （dGH/°dH） | 硬度 （gpg） | 硬度 （ppm） |
| ---------------- | ------------- | --------------- | ---------------- | ------------ | ------------ |
| 軟水             | 0–60          | 0–0.60          | 0-3.37           | 0-3.50       | ＜ 60        |
| 中軟水（中硬水） | 61–120        | 0.61–1.20       | 3.38-6.74        | 3.56-7.01    | 60-120       |
| 硬水             | 121–180       | 1.21–1.80       | 6.75–10.11       | 7.06-10.51   | 120-180      |
| 超硬水           | ≧ 181         | ≧ 1.81          | ≧ 10.12          | ≧ 10.57      | ＞ 180       |

腐葉土や泥炭層の間を流れて出来たような水は軟水である。
日本の水は他国に比べて、硬度が低い。日本の水道水は、硬度80未満の軟水が多く、南西諸島や、関東地方の一部、福岡県の一部を除く地域の水は軟水に属する。河川の流域面積が少ない方が、ミネラルの溶解が少ないので、硬度が下がる。

## 利用
軟水は金属石鹸（石けん滓）が出来にくく、硬度60の水と硬度1の水では、石鹸を溶かす能力に2倍の差がある。軟水は、硬水に比べて泡立ちがよく、体を洗う時にぬめりを感じる。
一般的に和食やコーヒー、喫茶などの用途には軟水がよいとされている。これは和食の出汁をとる時に昆布に含まれるグルタミン酸や鰹節のイノシン酸の抽出時に硬水に含まれるミネラルが悪影響を及ぼすからである。
コーヒーでは浅煎りのアメリカンでは軟水を用いることで、豆本来のよい香りとさっぱりした味を楽しむことができ、深煎りのエスプレッソでは、硬水を用いることで渋味の成分がカルシウムなどに結びついて、苦み、渋みが除かれまろやかさが増してコクが加わる。
酒造には水中のミネラルは糖をアルコールに変える麹菌を活性化させ、発酵が進みやすくなるため、すっきりした口当たりの、辛口の酒ができる硬水の方が適しており、軟水の方が甘口になる。
金属イオンが少ないことから、染色も均一に仕上がり、良いとされている。

## 欠点
軟水では鉄管の腐食が進みやすい。100mg/L以下で腐食が進みやすいとされる。保護層となる炭酸カルシウムなどのスケールの析出が抑えられるためである。
近年水道管に用いられるポリエチレン管などであれば問題ない。